# Monsieur Carnaval
Monsieur Carnaval est une opérette française de Charles Aznavour sur un livret de Frédéric Dard, créée à Paris au théâtre du Châtelet le 17 décembre 1965   et jouée jusqu'en février 1967.

## Détails techniques, distribution et personnages
Nota, source pour l'ensemble de la section :
L'écrivain Frédéric Dard est l'auteur du livret, les chansons sont du parolier Jacques Plante, Charles Aznavour compose la musique, tandis que Mario Bua réalise les arrangements, de cette opérette en deux actes et vingt-deux tableaux.
Monsieur Carnaval est mis en scène au Théâtre du Châtelet par Maurice Lehmann. Les costumes et décors sont réalisés par Jean-Denis Malclès. La chorégraphie est écrite par Dick Sanders et direction musicale est assurée par Jean-Claude Casadesus.
- Georges Guétary : Manuel
- Jean Richard : Gustave
- Éliane Varon : Valérie
- Patricia Karim : Barbara
- Jenny Astruc : Cynthia
- Patrick Préjean : Landoffé, Fred
- Pierre Tissot : Ted
- Jean Clarieux : Jim Mac Gordon
- Paul Mercey : Commissaire Reboudin
- André Vylar : Adrien-Luc
- Luc Barney : Steve Mac Gordon, un assureur